# Юзеф Анчарський
Юзеф Анча́рський (пол. Józef Anczarski; 18 лютого 1912, с. Почапи, нині Золочівського району Львівської області — 23 червня 2002, Свиноустя) — польський релігійний діяч РКЦ, теолог, публіцист. Магістр теології (1939).

## Життєпис
Закінчив Золочівську гімназію (1935), Львівську семінарію та теологічний відділ Львівського університету (1939). Рукопокладений у сан священника (1939).
Священник у селах Вишнівчику (1939) Теребовлянського, Доброполі (1939—1943) Бучацького, місті Скалаті (1943—1945) Підволочиського районів і в Тернополі (1945—1946).
Директор душпастирського відділу єпископальної курії в м. Ґожуві-Велькопольскому (1948—1963, Польща).

## Праці
Автор мемуарів (1998), 2-томної праці (машинопис, неопублікована), опрацював близько 50 зібрань проповідей («казань») і гомілій.